# 柳沢伸典
柳沢 伸典（やなぎさわ しんすけ、1982年5月10日 - ）は、埼玉県出身のバスケットボール選手である。ポジションはフォワード。

## 来歴
浦和学院を卒業後、順天堂大学に進学。
卒業後、兵庫ストークスに入団。
その後、デイトリックつくばでプレーし、2013年にTGI D-RISEに移籍。

## 経歴
- さいたま市立大宮南小学校 - 大宮南中学校 - 浦和学院 - 順天堂大学 - 兵庫ストークス（JBL2）（2011〜12） - デイトリックつくば（JBL2）（2012〜13） - TGI D-RISE（NBDL）（2013〜14）
- kyoto  bb.exe（3x3premier）（2018〜）